# Charleston Mercury
El Charleston Mercury fue un periódico de Charleston, Carolina del Sur, fundada por Henry L. Pinckney en 1819. Fue su único editor durante quince años. Dejó de publicarse con la ocupación del Ejército de la Unión de Charleston. Después de la Guerra Civil Americana, la publicación se reanudó en noviembre de 1866 antes de que el periódico cerrara permanentemente dos años más tarde, en 1868.

## Historia
Durante la Guerra Civil Americana, la ideología era "fuertemente secesionista", llamando a los hombres de Carolina del Sur a tomar las armas y a ir a la guerra contra los Estados Unidos con el fin de preservar la esclavitud. Su propietario, Robert Barnwell Rhett, tenía dos plantaciones y 190 esclavos. El papel fue crítico de con los generales de la Confederación, en contraste con su competidor el Charleston Courier.
El humorista George William Bagby fue uno de sus corresponsales en Richmond, Virginia, durante la época de la Guerra Civil.